# Klink 10 (Quedlinburg)

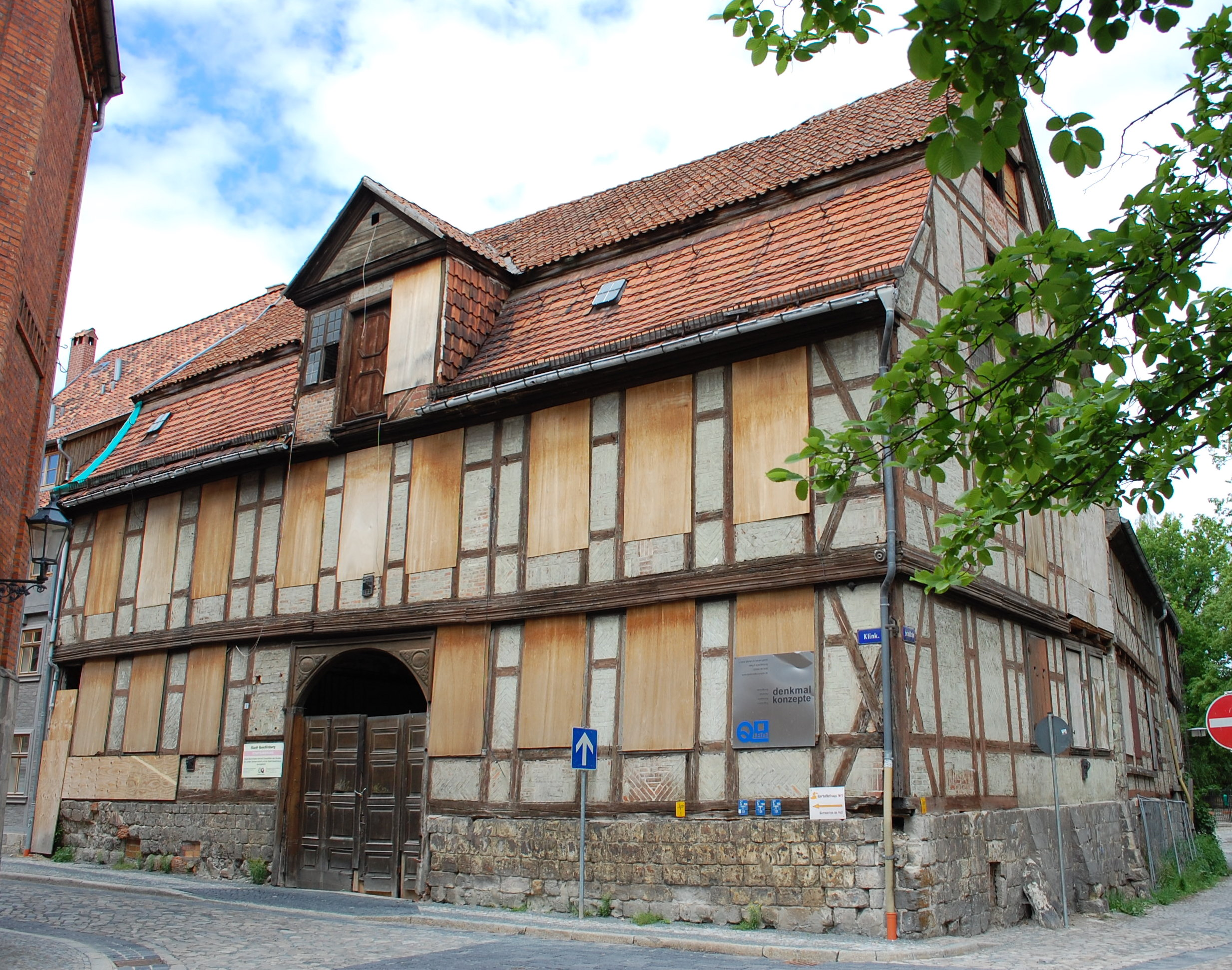
Klink 10 im Jahr 2012

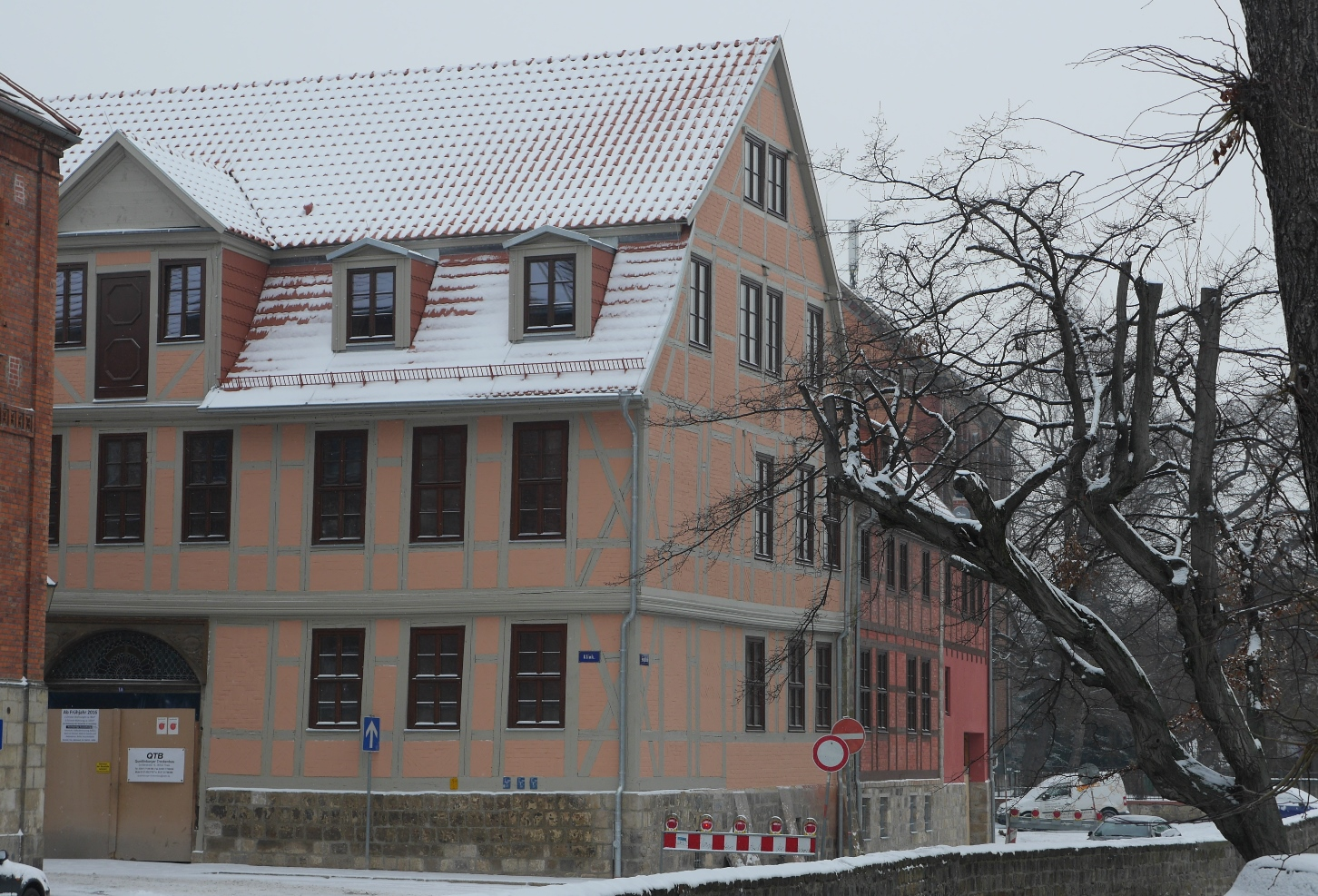
Klink 10 im Jahr 2015 Ansicht Straße

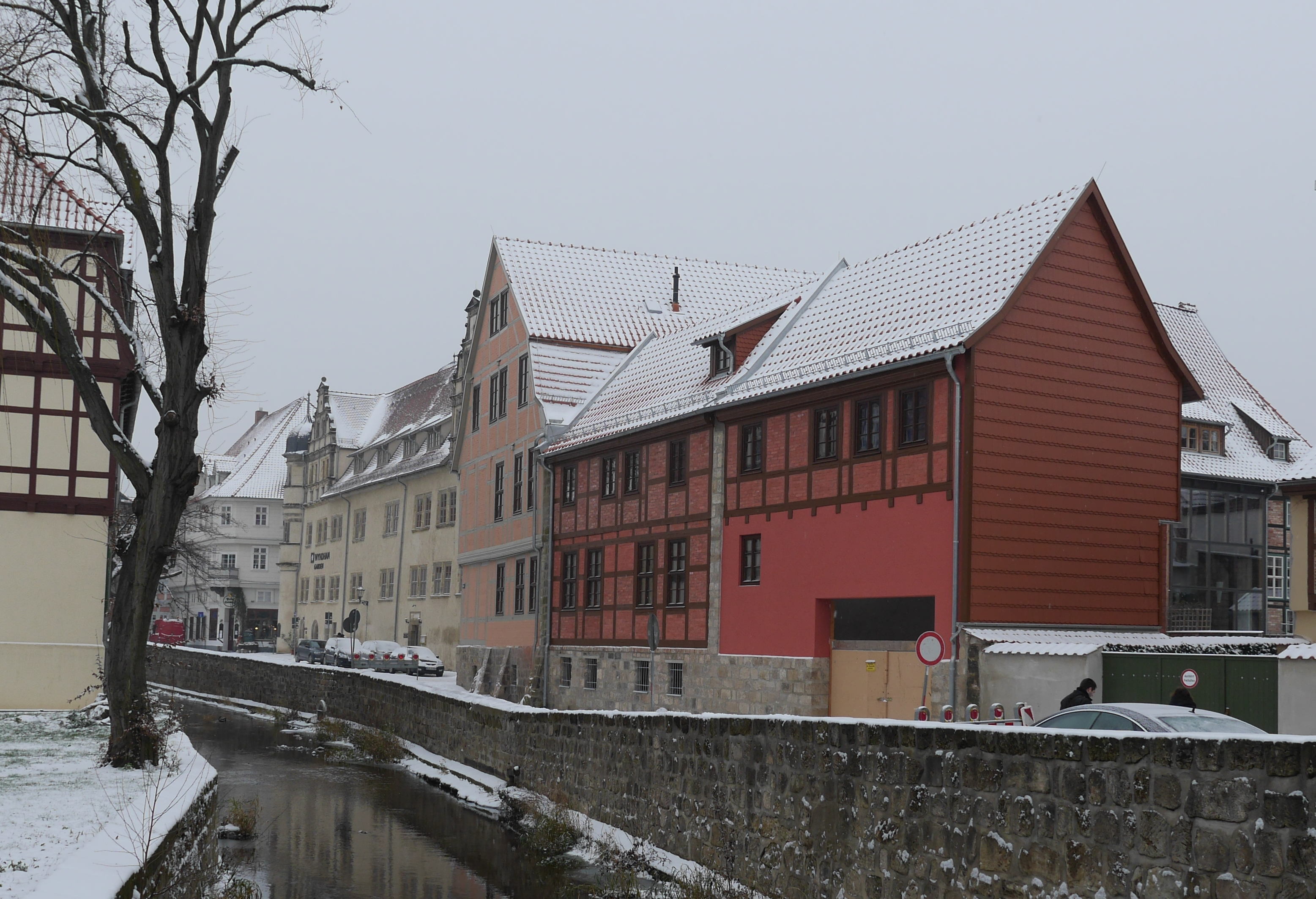
Klink 10 im Jahr 2015 Ansicht Mühlengraben

Das Haus Klink 10 ist ein denkmalgeschütztes Gebäude im Zentrum der Stadt Quedlinburg in Sachsen-Anhalt.

## Lage
Es befindet sich in der historischen Altstadt Quedlinburgs, nordöstlich des Marktplatzes, und ist im Quedlinburger Denkmalverzeichnis als Kaufmannshof unter der Erfassungsnummer 094 45621 als Baudenkmal eingetragen. Östlich des Anwesens verläuft der Mühlengraben.

## Architektur und Geschichte

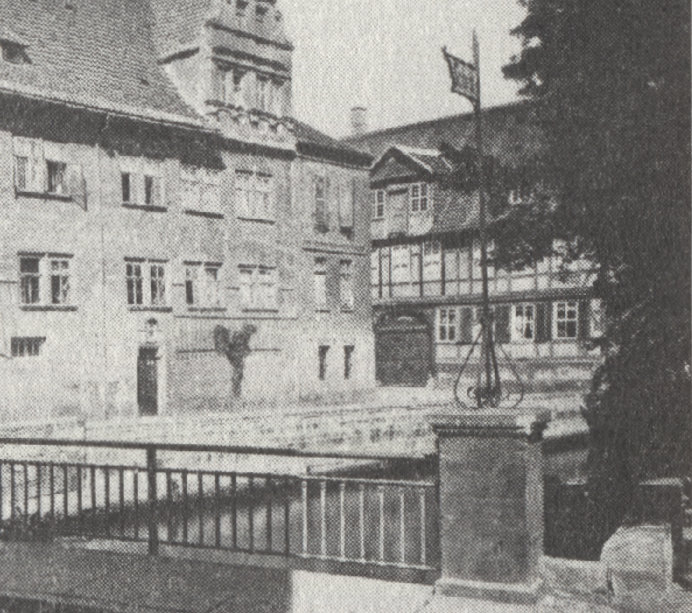
Ausschnitt einer Meßbildaufnahme aus dem Jahr 1893, rechts das Haus Klink 10

Das Wohnhaus wurde – einer Bauinschrift zufolge im Jahr 1743 – im barocken Stil errichtet. Die Gefache der Fachwerkfassade sind mit Zierausmauerungen versehen. Es findet sich die Fachwerkform des Halben Manns. Das Gebäude ist mit einem Mansarddach bedeckt. Im Dachbereich befindet sich ein Zwerchhaus mit Ladeluke. Bemerkenswert ist die aufwendig gearbeitete Toranlage.
Im 18. Jahrhundert entstand auf dem Hof auf der Ostseite ein zweigeschossiges Fachwerkwohnhaus. Auf der Nordseite wurde ein Wirtschaftsgebäude mit spätbarocker Galerie gebaut.
1832 wurde der spätere preußische Kultusminister Robert Bosse hier geboren. Eine Gedenktafel neben dem Tor weist den Besucher darauf hin.

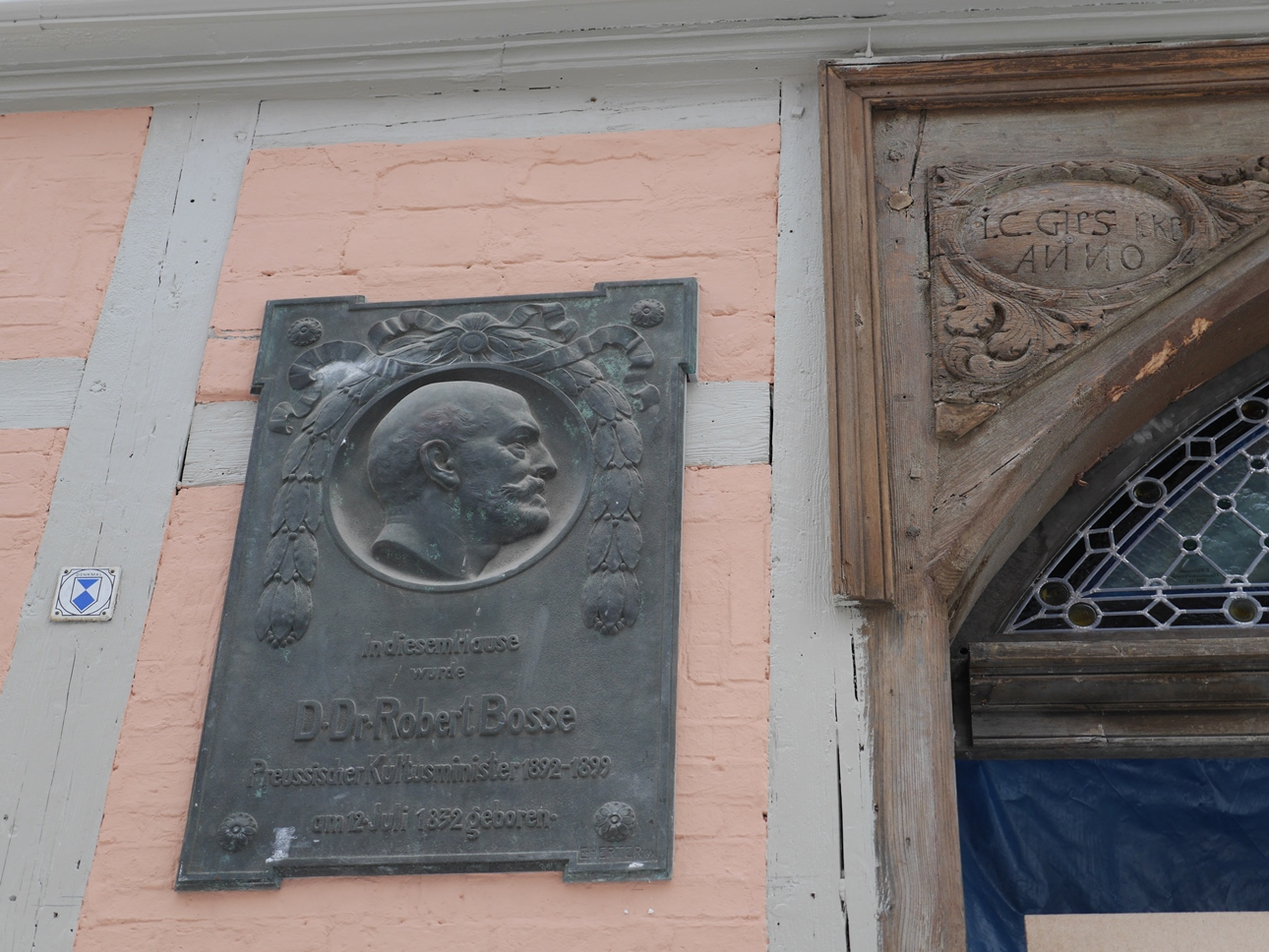
Gedenktafel Robert Bosse

Das Anwesen stand über viele Jahre leer und war stark sanierungsbedürftig. Bis 2016 wurde es durch neue Eigentümer, Familie Wehrstedt, kernsaniert. Es entstand ein Geschäfts- und Wohnhaus mit 6 Wohnungen im Haupthaus und 3 weiteren Einheiten im Seitengebäude.